# Gösta Theslöf

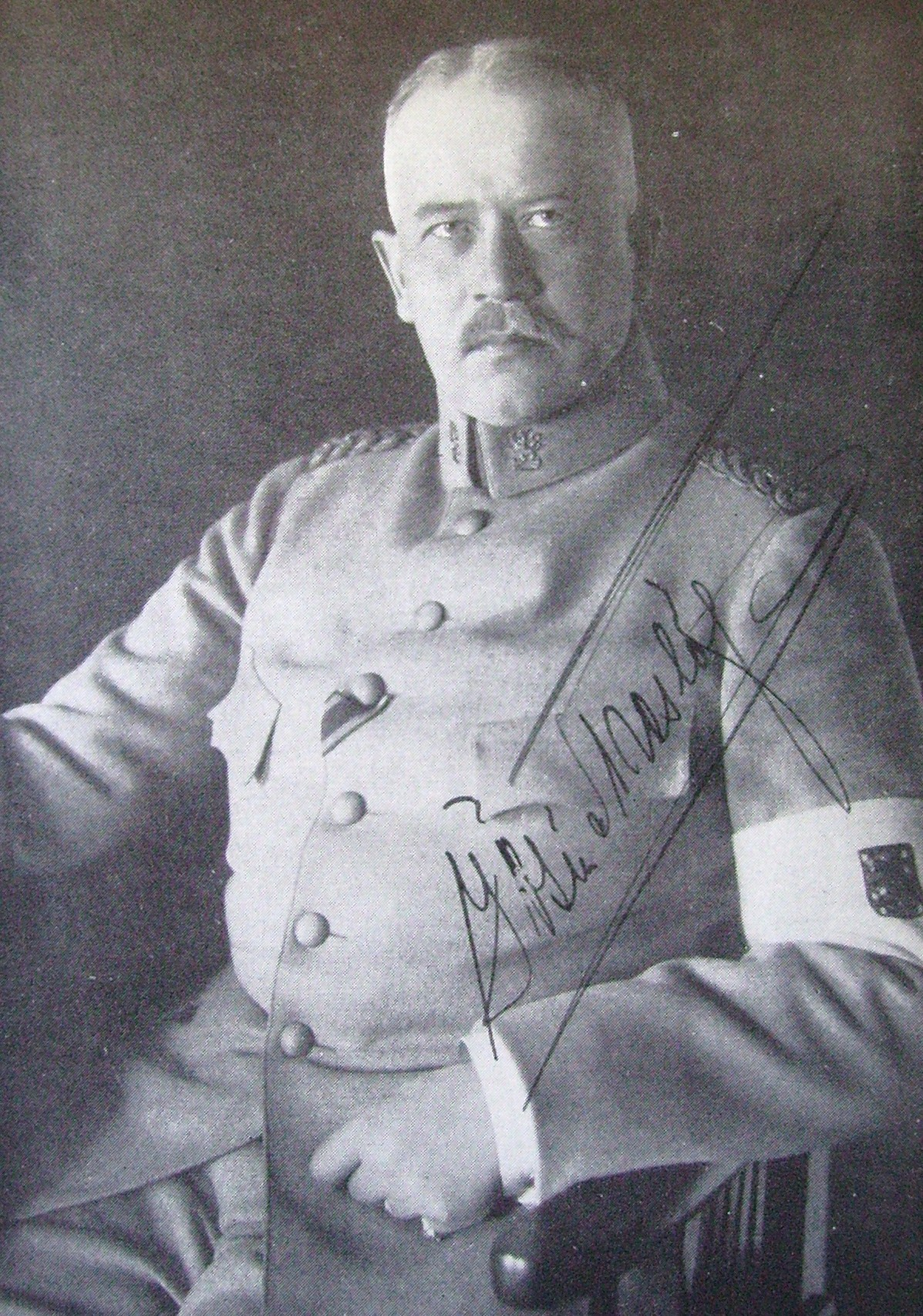
Gösta Theslöf

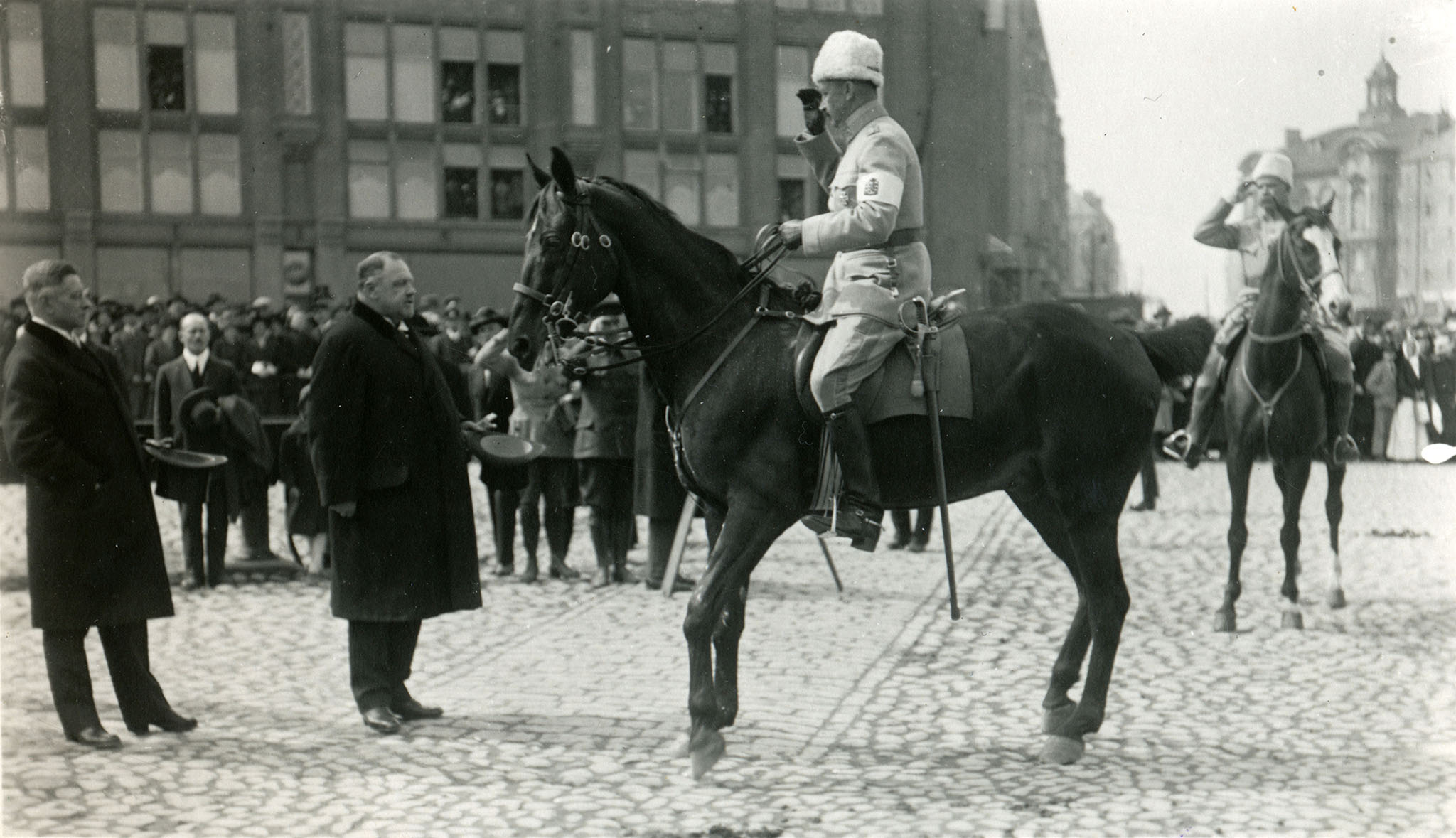
Gösta Theslöf på Paasikiviplatsen i Helsingfors vid segerparaden den 15 maj 1918 med Gustav Mannerheim och Helsingfors borgmästare Johannes von Haartman

Carl Gustaf (Gösta) Theslöf, född 26 april 1872 i Muhos, död 28 mars 1939 i Ekenäs, var en finländsk militär och aktivist.
Gösta Theslöf tog examen vid Finska kadettkåren i Fredrikshamn 1892, där han också verkade som lärare mellan 1901 och 1903. Därefter övergick han till affärslivet, eftersom skolan indrogs. Under storstrejken 1905 var han chef för ordningsgardet i Helsingfors. År 1914 häktades han, men frigavs och flyttade till Sverige. Här deltog han 1917 i förhandlingarna med representanter för det tyska högkvarteret. 
Under finska inbördeskriget var han den vite överbefälhavarens representant i Sverige och sedermera stabschef för armén, kommendant på Sveaborg och en tid divisionschef. Han befordrades till generalmajor 1918, och tog avsked 1919.